# Zermen
Zermen è una frazione del comune italiano di Feltre, in provincia di Belluno.

## Geografia fisica
Si trova circa 5 km più a est del capoluogo comunale, al centro di una zona scarsamente urbanizzata e in parte boschiva. A sud, una catena di modesti rilievi (monte Telva, 561 m s.l.m.; colle dell'Albero 496 m s.l.m.) separa il paese dalla piana in cui sorgono Anzù, Villapaiera e Celarda.

## Storia
Dal 4 aprile 1816 al 22 agosto 1857, durante il Regno Lombardo-Veneto costituì un comune autonomo con frazioni Anzù, Sanzan, Canal, Cart, Celarda, Nemeggio, Pont e Vellai.

## Monumenti e luoghi d'interesse

### Chiesa parrocchiale di san Dionisio
Chiesa di fondazione medioevale, tra le più antiche della diocesi. Venne consacrata solennemente il 19 giugno 1367 sotto l'episcopato di Giacomo Goblin da Brno, uomo di fiducia dell’imperatore Carlo IV di Boemia.
Conserva un prezioso ciclo di affreschi cinquecenteschi con figure di santi attribuiti a Giovanni da Mel, in parte perduti durante gli ampliamenti che hanno interessato l'edificio nell'Ottocento. Restano quelli del presbiterio, raffiguranti i Dodici Apostoli.
Sino alla fine dell'Ottocento vi si trovava anche la Madonna col Bambino in trono fra san Dionisio e sant'Eleuterio, pala d'altare lignea di Cima da Conegliano (1510 circa), oggi esposta al Museo civico di Feltre.
Al di fuori dell'abitato, salendo verso il monte Telva, si trova anche l'oratorio dell'Annunziata.